# Tattarsaaret (ö i Norra Savolax)
Tattarsaaret är en ö i Finland. Den ligger i sjön Haukivesi och i kommunen Varkaus i den ekonomiska regionen  Varkaus ekonomiska region  och landskapet Norra Savolax, i den sydöstra delen av landet, 280 km nordost om huvudstaden Helsingfors. Öns area är 2,2 hektar och dess största längd är 370 meter i öst-västlig riktning.  Notera att namnet antyder att det är fråga om flera öar.